# モカエキスプレス

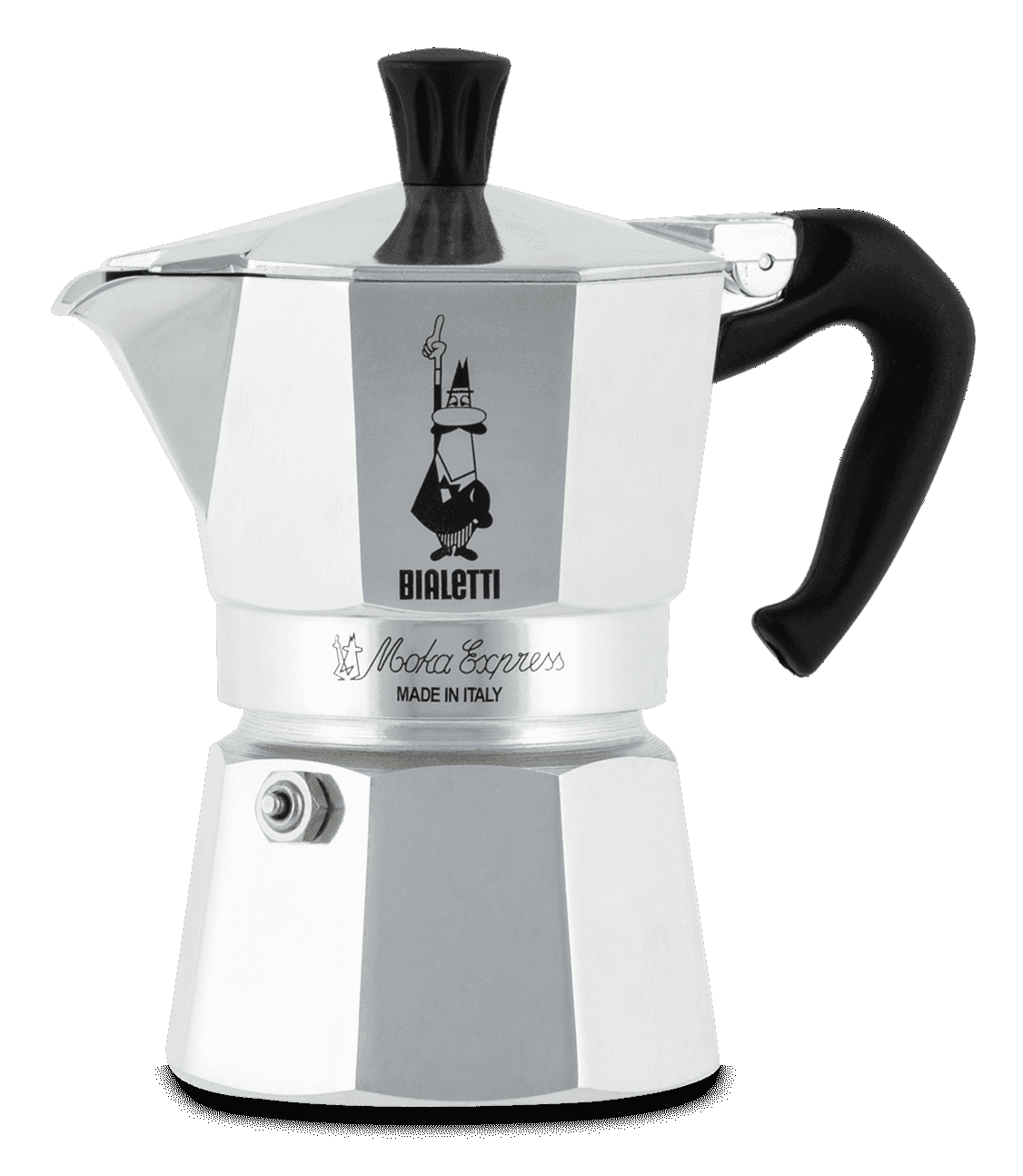
ビアレッティ製モカエキスプレス

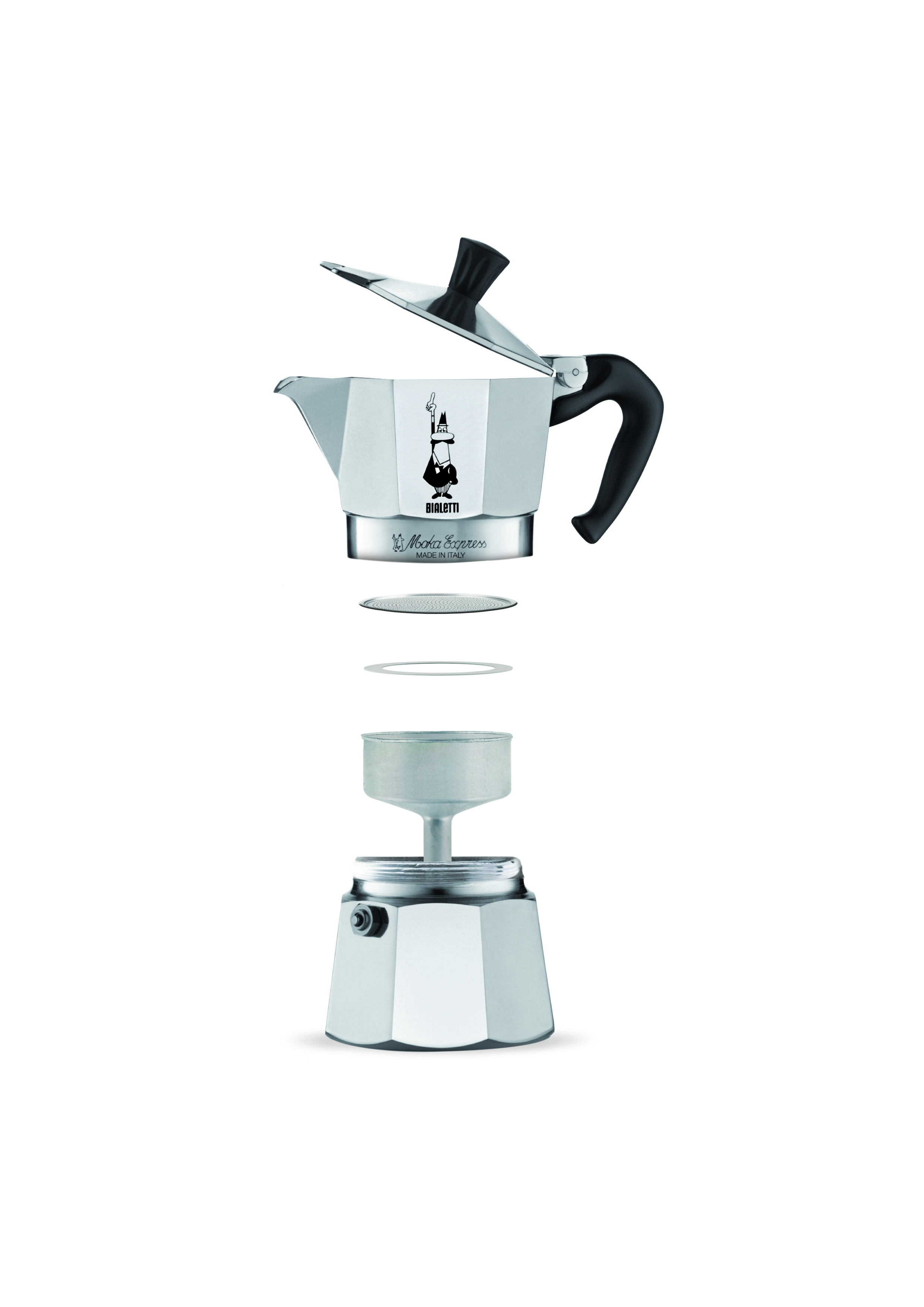
ビアレッティ製モカエキスプレス

モカエキスプレス（Moka Express）は、イタリア・ビアレッティ・インダストリーズ社の商標である。沸騰した水の蒸気圧を利用してコーヒーを抽出する方式の直火式エスプレッソ・メーカーであり、一般名詞としてはモカ・ポット（Moka pot）やエスプレッソ・ポット（Espresso pot）とも呼ばれる。イタリア語では、この種の器具をマッキネッタ（macchinetta; 意味は小さな機械。日本語ではマキネッタと呼ばれる）あるいはカッフェッティエラ（caffettiera; 意味はコーヒーメーカー）と呼ぶ場合がある。
イタリアのアルフォンソ・ビアレッティによって発明された。オリジナルの物はベークライト製の柄が付いたアルミニウム製であった。ビアレッティ社ではモカエキスプレスの名称で知られる代表的なモデルを販売し続けており、現在はモカエキスプレスには1杯用から18杯用まで様々な大きさがある。
現在では多くのメーカーがオリジナルのビアレッティ社製モカエキスプレスを原型としたモカ・ポットを製造している。各社のモカ・ポットはビアレッティ社製のものとは異なる外観をしているが、これらはモカエキスプレスと同サイズのガスケットを使用しているためビアレッティ社製の補修部品が他社製のモカ・ポットに使用できることもある。
ビアレッティ社のウェブサイトではこの器具をエスプレッソ・メーカーではなくコーヒーメーカーと称している。
ヨーロッパで広く普及しており、ロンドンのサイエンス・ミュージアムの様な近代産業美術博物館にも展示されているアイコン的デザインとして知られている。ビアレッティ社があるイタリアでは多くの家庭にあり、マキネッタ（小型のコーヒー抽出器）といえばモカエキスプレスを指すほどである。
なお、イタリアでエスプレッソと呼ばれるのはマシンで高圧抽出したコーヒーだけで、これらの直火式器具で作られたものは「モカコーヒー」と呼ばれ、別の飲み物として認識されている。また、英語ではしばしば「直火式エスプレッソ (stovetop espresso)」という語でも言い表される。
なお、ここで言う「モカ (Moka)」の名称はコーヒー産地のモカ (Mocha) を表すものではない。

## モカエキスプレスでのコーヒーの抽出

断面図

モカエキスプレスでコーヒーを抽出するまでの準備工程を説明する。
1. ボイラー部（装置断面図のA）に水を入れる。
2. 漏斗状の金属製フィルター (B) を取り付ける。
3. 細挽き、あるいは微粉まで挽いたコーヒー豆をフィルターに充填する（右下写真参照）。
4. 本体上部 (C) を台座部に固定する。
5. 本体を熱源で加熱する。

モカエキスプレスでのコーヒーの抽出工程

加熱によりボイラー部 (A) では水が蒸発し、水蒸気により加圧状態となる。この蒸気の加圧により、熱湯が徐々に漏斗に沿ってフィルター (B) を経て本体上部 (C) に達する。これによりコーヒーを抽出することができる。パーコレーターと異なり、器具を熱源の上に置いたままでも容易にコーヒーが煮立つことはないが、ボイラーが「空焚き」の状態になるため、早めに熱源から降ろすようにする。実践的な些細なコツは、ボイラー部内がほぼ空になると蒸気の泡が上昇する湯と混じりあいゴボゴボという独特の音を発するので、その直前に熱源から器具を降ろしてしまうことである。そうすると上部室の半分くらいにコーヒーが入った状態となる。
ガスケットが本体上部と台座部を確実に密着させボイラー部内で安全に圧力を発生させる。何らかの不具合で内部の圧力が高くなり過ぎた場合にこれを逃がすため、ボイラー部には安全弁が装着されている。

## 器具の手入れ
モカエキスプレスは定期的にゴム製シールとフィルターの交換及び安全弁が固着していないかの確認をする必要がある。
使用後は漏斗管、フィルター、上部室の内側の表面にコーヒーのオイル分の膜が残っていることが望ましい。この薄い膜によってコーヒーが直接アルミニウム製の内壁に接することを防いで、コーヒーに金属臭が移ることがなくなる。この薄い膜は器具を完全に洗浄する替わりに水で洗い流すだけで保持できる。

## 寸法

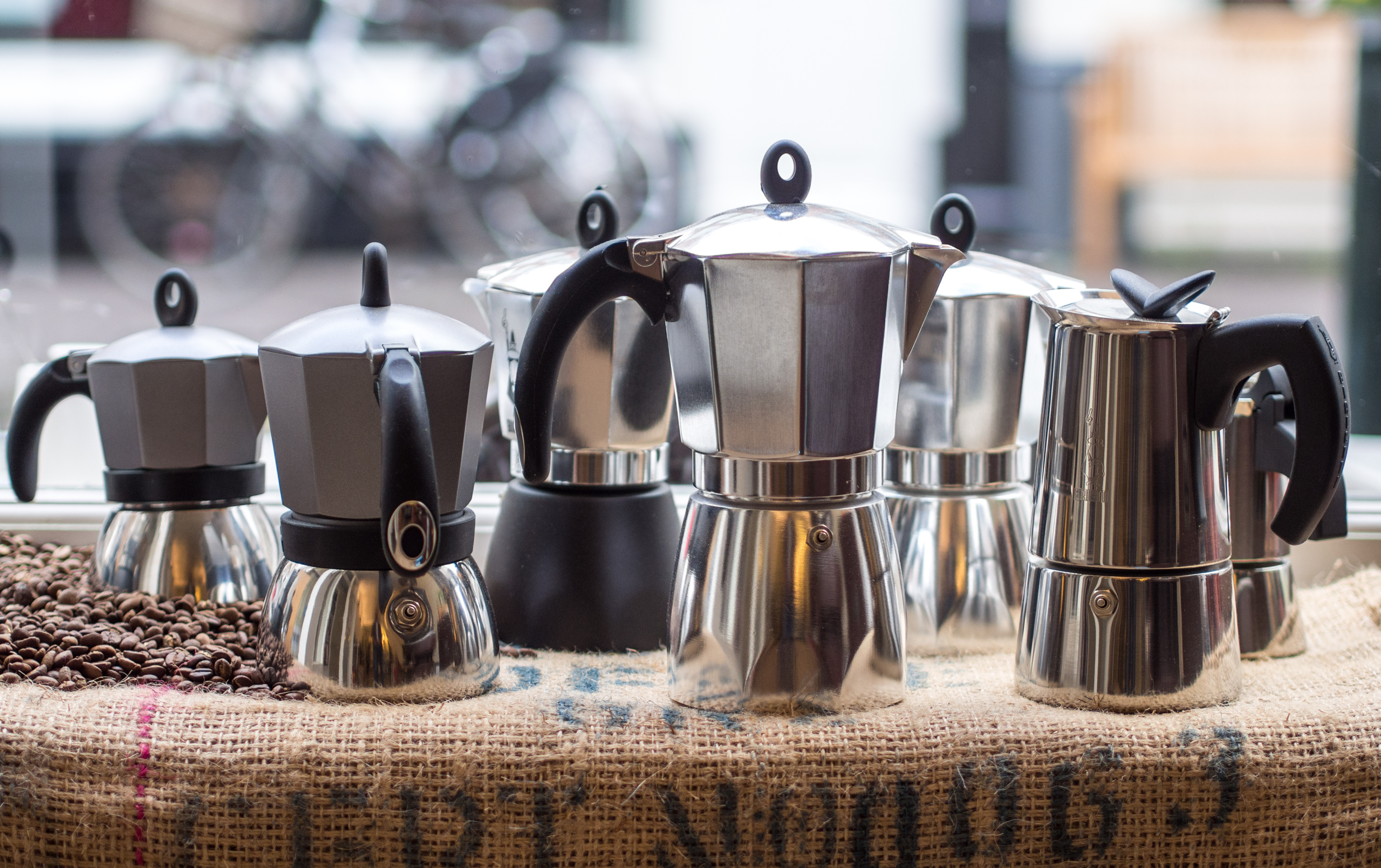
異なる大きさのモカエキスプレス

モカエキスプレスのサイズは、出来るコーヒーが50 mLエスプレッソカップ何杯分かで区別される。以下の表はビアレッティ製モカエキスプレスの標準サイズである。
| エスプレッソカップ数 | 容積 (mL) | 高さ (mm) | 底辺の長さ (mm) |
| -------------------- | --------- | --------- | --------------- |
| 1                    | 60        | 133       | 64              |
| 3                    | 200       | 159       | 83              |
| 6                    | 300       | 216       | 102             |
| 9                    | 550       | 254       | 105             |
| 12                   | 775       | 292       | 127             |

## モカコーヒーの特性
モカコーヒーの風味は豆の品種、焙煎度合い、挽き具合、水の成分、加熱度合いに大きく依存する。
モカポットは直火式エスプレッソメーカーと呼ばれることがあり、従来式のエスプレッソマシンよりもわずかに高い抽出比のコーヒーが出来る。
しかしながら、典型的なモカコーヒーが比較的低圧の1 - 2気圧で抽出されるのに対して、エスプレッソコーヒーの基準では9気圧で抽出することが規定されている。したがって、モカコーヒーはエスプレッソコーヒーとは見なされず、異なる風味特性を有する。

## 器具の種類
モカエキスプレスは直火や電気式レンジの上で使用できるように通常はアルミニウム製である。しかしビアレッティ社は現在異なるデザインで幾つかの電気式エスプレッソ・メーカーやステンレス製の直火式のエスプレッソ・メーカーを製造している。

### ブリッカ

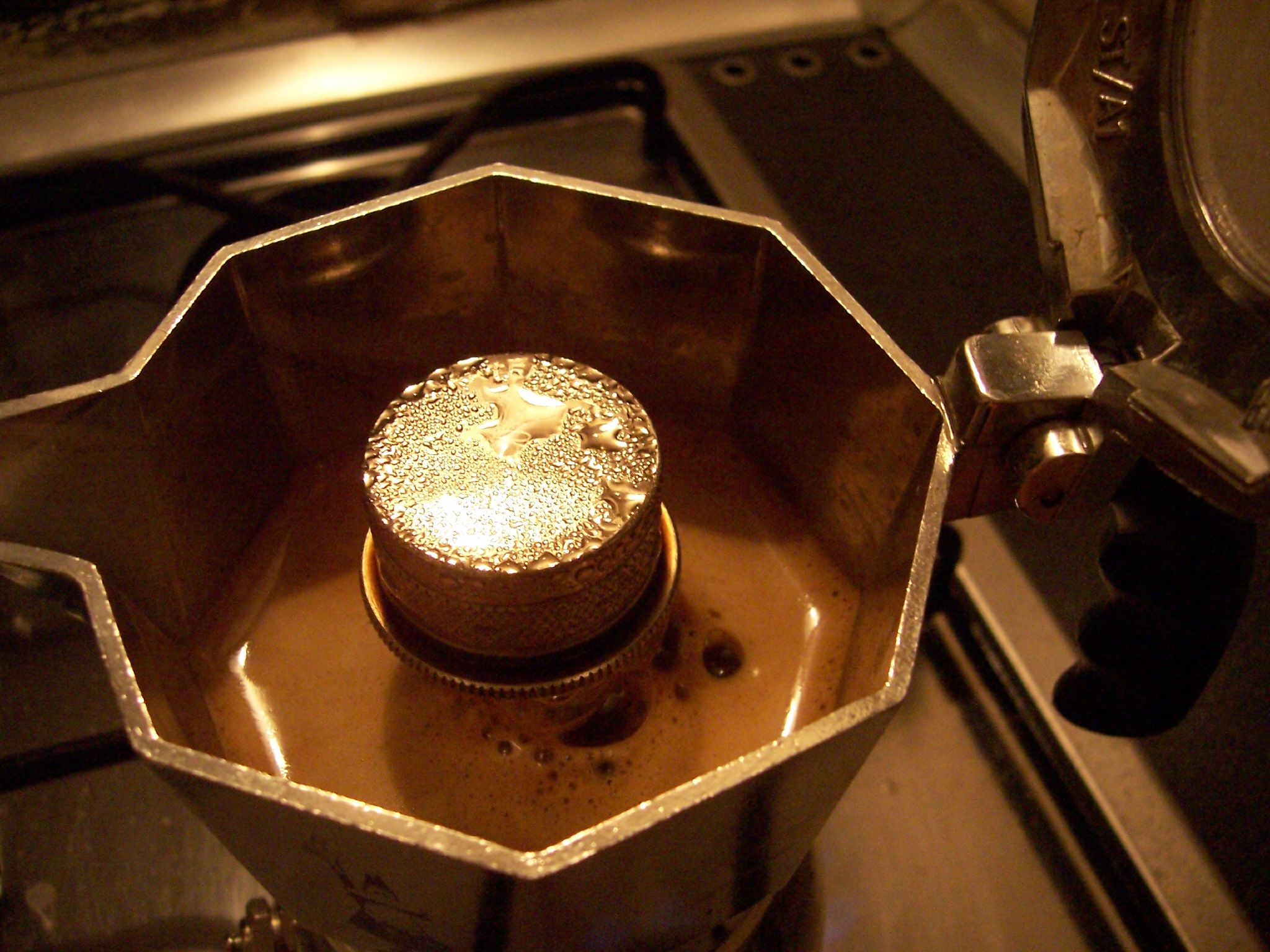
ブリッカ

ブリッカ (Brikka) はビアレッティ社製のモカエキスプレスの改良型である。漏斗管の吐出口に錘が仕込まれており、圧力鍋と同様の方法でボイラータンク内の圧力を発生させる。これにより抽出されたものはクレマがあるという点では普通のモカエキスプレスで淹れられたものよりエスプレッソに近い。

### ムッカエキスプレス
ムッカエキスプレス (Mukka Express) はビアレッティ社製のモカエキスプレスの改良型である。牛乳（牛乳と水は半々の量）を上部室に入れる。特殊なバルブがコーヒーを上部室内の牛乳へ放出し、牛乳を泡立てながらコーヒーと混ぜ合わせる。出来上がった飲み物はカフェ・ラッテやカプチーノに似たものになる。このバルブにはブリッカと同様に錘が仕込まれている。「ムッカ (Mukka)」という名称はイタリア語の「牛 (mucca)」と「モカ (moka)」の語呂合わせである。

### その他のブランド
- アレッシィ（英語版）
- イルサ（イタリアの調理器具メーカー）
- GSI（英語版）（アウトドア用品メーカー）
- ペゼッティ（クックウェアメーカー、ギディーニのブランド）

## その他
開発者の息子でモカエキスプレスを世界的に普及させ、その筐体にイラストとして描かれた2代目社長のレナート・ビアレッティは2016年12月に死去し、17日に火葬されて遺灰は子供達によって「本人の望んだ通り、納まるのに最もふさわしい場所に」ビアレッティ社最大サイズ18杯用のモカ・エキスプレスを骨壷として納められた。